# サムビケ
サムビケ（Sambice）は、5世紀後半におけるサーサーン朝イランの高貴な階級の女性で、カワード1世（シャー）の姉妹及び妻であり、彼の長男であるカーウスの母親。サムビケは、496年にカワード1世の忘却の城からの脱獄を支援したという彼の妻（姉妹）と同一人物であると考えられている。